# Caramelldansen

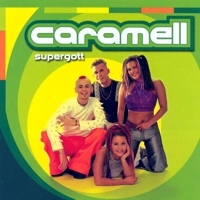

«Caramelldansen» — перший трек з альбому Supergott, випущеного в 2001 році шведським музичним гуртом Caramell. У другій половині 2006 року завдяки інтернет-спільноті 4chan пісня перетворилася на популярний інтернет-мем. У Японії пісня стала відома як «Uma uma dance» (яп. ウマウマダンス, Ума ума дансу, кінський танець).

## Мем
Еротичний візуальний роман Popotan був випущений наприкінці 2002 року; відеозаставки до нього швидко «розтягли» на GIF'и.
На початку 2006 року Свен зі Швеції поєднав GIF, на якому зображені танцюючі героїні з Popotan Маї та Мії, з піснею Caramelldansen, прискореною приблизно на 20 %, і опублікував отриманий SWF на особистій сторінці. Згодом він дав посилання цього файлу на форумі 4chan, що й стало початком мему. В інтернеті почали з'являтися Flash- та відеоролики з персонажами аніме та комп'ютерних ігор, що танцюють під «Caramelldansen» легкий танець. Танець став популярним і в реальному житті, отримавши назву «карамельданс».
На той час групи Caramell вже не існувало (вона розпалася в 2002), і в 2008 правовласники (Remixed Records) випустили кліп, замінивши співачок Малін і Катю трьома мультиплікаційними дівчатками. Музика, як і у flash-ролику, була прискорена (за словами Каті Лефгрен, «ми не змогли б заспівати в такому темпі»). На хвилі популярності з'явилися і переклади пісні іншими мовами. Цікаво, що японську версію співала та сама Toromi (яка приховує своє справжнє ім'я), яка озвучувала Мії в Popotan.

## Вплив
- На кліп зробили пародію в епізоді «Літо твоя пора!» мультсеріалу «Фінеас і Ферб», у сцені, що відбувається в Токіо.
- З кліпу у 2022 році була зроблена модифікація для гри Friday Night Funkin'.